# Chartaal geld
Chartaal geld of cashgeld (in het vakjargon centralebankgeld of publiek geld, in de volksmond contant geld) is het tastbare geld dat in omloop circuleert als wettig betaalmiddel voor het publiek. Het chartale geld bestaat uit circulatiemunten en bankbiljetten en kan fysiek worden vastgenomen, in tegenstelling tot giraal geld dat op een bankrekening staat. Het wordt in België en Nederland, na Europese verordening, officieel in omloop gebracht en ook officieel uit de handel genomen via het Koninklijk Besluit en het staatsblad.
Chartaal geld behoort samen met giraal geld tot de maatschappelijke geldhoeveelheid; het geld in bezit van de bevolking en instanties met uitzondering van "geldreserves onder chartale vorm" van de banken.

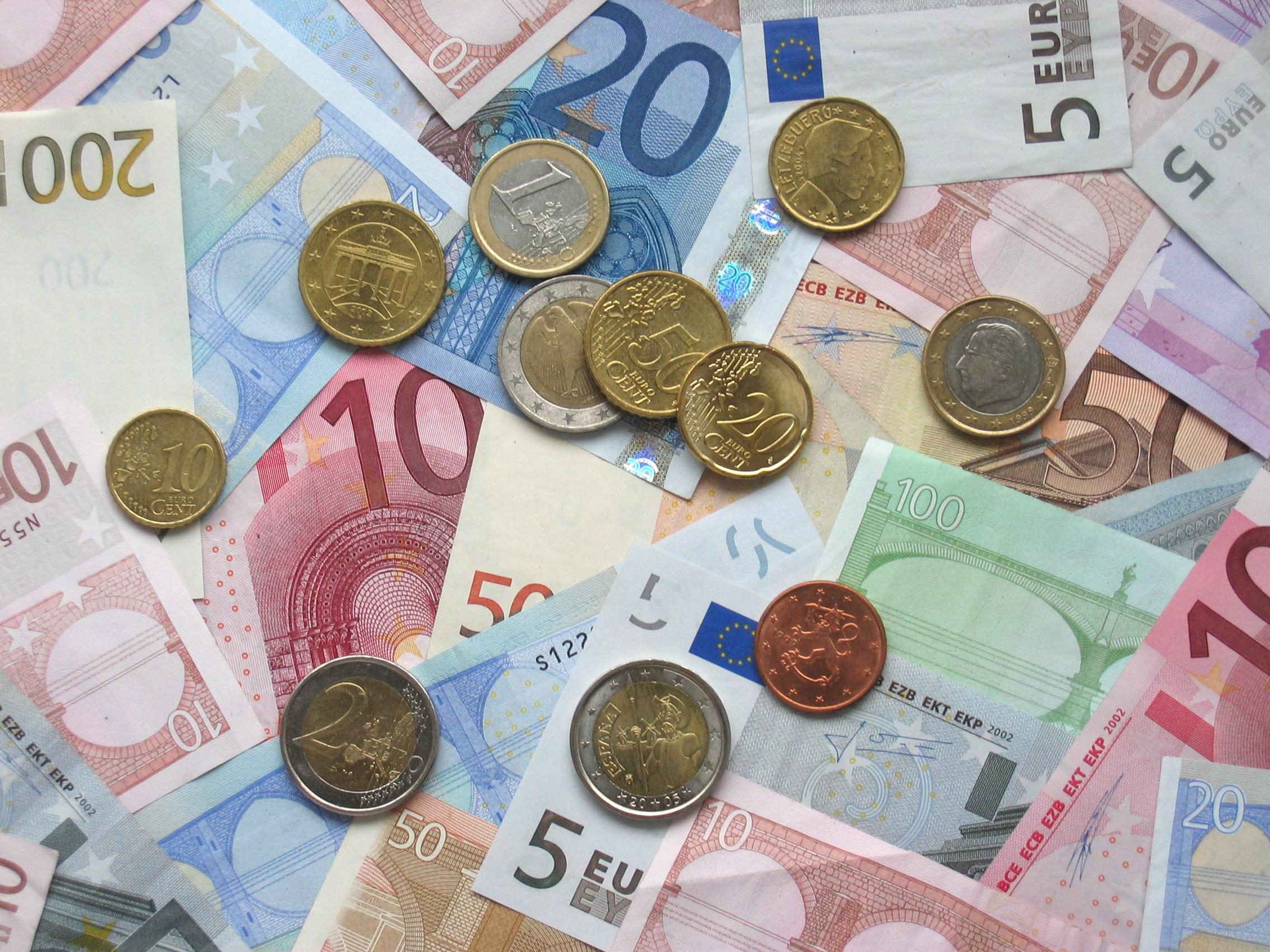
Euro-bankbiljetten en -munten

## Chartaal betalingsverkeer
Wanneer iemand betaalt met contant geld wordt dit chartaal betalingsverkeer genoemd. Chartaal geld vertegenwoordigt waarde zonder tussenkomst van derden en kan op betrouwbare wijze op echtheid worden gecontroleerd via safescan, geld-detectiepen of uv-lamp om vervalsing te onderscheiden. Er is geen enkel betalingsinstrument dat deze zo effectief combineert als contant geld. Toch is deze vorm van betalen niet nuttig voor grote bedragen. Maar ook kleine bedragen worden meer en meer contactloos betaald. Toch blijft contant betalen voorlopig het standaard betaalmiddel. Contactloos betalen zal contant geld als betaalmiddel niet vervangen, maar als alternatief ernaast bestaan. De rol van het chartale geld kent vele voordelen en biedt de volgende unieke kenmerken:
- Geen tussenkomst van derden nodig.
- Het is een wettig betaalmiddel.
- Kan bij wet niet geweigerd worden.
- Het respecteert het grondrecht om de privacy te beschermen.
- Het betalen is snel afgehandeld.
- Een betaling verloopt veilig.
- Speelt een belangrijke rol als betalingsverkeer bij kwetsbare burgers.
- Mensen met beperkte elektronische toegang kunnen ook betalen en sparen.
- Het is een oppotmiddel.
- Het kan omgeruild worden als de valuta of reeks uit de handel wordt genomen.

Als het fysieke geld op een betaalrekening of zichtrekening wordt gestort kan het als giraal betalingsverkeer (met privaat geld) verder gebruikt worden. 

## Giraal betalingsverkeer
Wanneer iemand betaalt zonder tastbaar geld te gebruiken wordt dit giraal betalingsverkeer genoemd. Dit kan in de vorm zijn van overschrijving, elektronisch betalen, creditkaart, via smartphone, pinpas, contactloos, effecten of cryptogeld. Als het privaat geld van de rekening wordt gehaald naar fysiek geld kan het als chartaal betalingsverkeer gebruikt worden.

## Geldreserves van banken
Geldreserves bestaat uit basisgeld of centralebankgeld (in het Engels high-powered money genoemd) dat officieel gedistribueerd wordt door een primaire bank naar secundaire banken. Het is de bevoorrading van extra fysiek geld of geldschepping in de maatschappij in opdracht van de staat onder verantwoordelijkheid van de centrale bank.
Met geldreserves kunnen banken muntstukken & bankbiljetten ter beschikking stellen om giraal geld te finaliseren naar chartaal geld. Omdat geldreserves ook fysiek geld is, wordt de term geldreserves onder chartale vorm gebruikt. Een geldreserve behoort niet tot de maatschappelijke geldhoeveelheid. Maar zodra het geld is afgehaald via een geldautomaat, postkantoor of bankinstelling noemt het chartaal geld (of publiek geld) en behoort het wel tot de maatschappelijke geldhoeveelheid. Het kan ook onterecht chartaal geld worden door bijvoorbeeld een overval. Zolang geld in handen is van de bank met betrekking op bancaire reserves, heeft het geen betaalfunctie.

## Cashgeld weigeren
Cashgeld of chartaal geld is een wettig betaalmiddel en mag in het land of gebied van uitgifte in principe niet geweigerd worden. Naast het principe van de goede trouw zijn er uitzonderingsgevallen mogelijk die handelaren in staat stellen cashgeld te weigeren. Maar in geval van weigering moet het duidelijk geafficheerd zijn met een van de uitzonderingen bepaald in de muntwet of aanbeveling. Elk land of gebied hanteert eigen wetten. Zo geldt bij de chartale euro de aanbeveling van 2010/191/EU op basis van een verslag van de Euro Legal Tender Expert Group. De Europese Commissie zegt het volgende over de verplichting om contant geld te accepteren:

### Muntstukken
Wanneer de schuldeiser per aankoop of service meer dan 50 muntstukken cash ontvangt, mag de handelaar weigeren zonder dit op voorhand kenbaar te maken. Dit valt onder het principe van de goede trouw.

### Maximum bedrag
Wanneer een klant of debiteur in België met meer dan 3000 euro cash wenst te betalen mag de handelaar weigeren. Als de handelaar wel akkoord gaat, is dat in strijd met artikel 21 van de wet van 11 januari 1993 tot voorkoming van witwassen van geld, gewijzigd door de wet van 29 maart 2012.
Zie ook het Nederlandse Wetsvoorstel plan van aanpak witwassen.

### Onevenredigheid
Wanneer het verschuldigd bedrag minder dan 50% van de nominale waarde of coupure bedraagt, mag dit onder het principe van de goede trouw geweigerd worden. Het gaat niet zozeer over muntstukken, maar over bankbiljetten met grote waardeaanduiding.

### Gemiddelde betaling
De schuldeiser kan weigeren als het verschuldigd bedrag te fors afwijkt van het gemiddelde die dagelijks worden ontvangen. In dat geval moet het wel duidelijk en op voorhand geafficheerd worden met een geldige reden.   

### Veiligheidsbehoefte
Bij een tijdelijke dreiging mag de handelaar preventieve maatregelen treffen om de veiligheid voorop te plaatsen. Er kan bijvoorbeeld aangeven worden dat er een reeks overvallen geweest zijn in de buurt en daarom tijdelijk geen cashgeld wordt aanvaard. Het moet duidelijk buiten of aan de kassa aangegeven zijn met een toegestane motivatie. Vermelding "No Cash" zonder geldige motivatie is niet toegestaan. In de supermarkt de ene kassa wel en de andere kassa niet, is wel toegestaan.

### Veiligheidsinkt en lijm
Bankbiljetten met intense inktvlekken verspreid over een groot oppervlakte zijn meestal gestolen en geneutraliseerd door een intelligent antidiefstalsysteem. Het wordt onbruikbaar gemaakt met een felle paarse, groene, blauwe, rode of zwarte veiligheidsinkt door een geldautomaat of plofkoffer. Bij kleine of lichte vlekken kan het echter om inkt gaan van een balpen. Bankbriefjes kunnen ook ongeldig worden gemaakt door anti-diefstallijm. De lijm plakt alle bankbiljetten in een cassette samen tot één massief blok papier; bij het losmaken scheuren ze in stukken. Aangezien dergelijke biljetten ongeldig zijn gemaakt, mogen ze zonder enige motivatie geweigerd worden.

### Beschadigd bankbriefje
Een onvolledig bankbriefje zal geweigerd worden zodra 50% van het originele overblijft. Een licht gescheurd bankbriefje kan in de bankautomaat gestopt worden om op de bankrekening te zetten. Is het bankbriefje voor 51% intact, dan zal de bankautomaat het niet aanvaarden, maar kan het uitbetaald worden door de Nationale Bank. Ook zal een besmeurd bankbiljet uitbetaald worden op voorwaarde dat het geen veiligheidsinkt of lijm betreft; anders duidt dit op een overval met gestolen geld van een bank of overheidsinstelling. Bij wet is het toegestaan te betalen met een onvolledig bankbriefje maar mag de handelaar zelf beslissen dit al dan niet te aanvaarden.

### Vals geld
Wanneer de schuldeiser de echtheid van een bankbiljet of muntstuk niet kan achterhalen of betwist, mag dat  geweigerd worden door de aanbevolen regel voel-kijk-vergelijk-methode van ECB. Als de schuldenaar niet akkoord gaat en het geld laat onderzoeken mag alleen de Nationale Centrale Bank (NCB) of het analysecentrum beslissen of het bankbiljet of muntstuk echt is of niet.

### Nationale wetgeving
Ook een land of gebied kan maatregelen treffen in hoeverre cashgeld mag worden aanvaard. Dit wordt op nationale niveau vastgelegd en maakt geen deel uit van de Europese aanbeveling. Zo heeft België in strijd tegen zwart geld een reeks beperkingen opgelegd aangaande betalingen met grote chartale bedragen betreffende onroerend goed bij handelaren en rechtspersonen. De eerste fase ging van kracht in 2004, hierin werd bepaald dat een verkoop van onroerend goed moet verlopen via overschrijving of cheque waarvan tien procent mag vereffend worden via chartaal geld, met maximum van 15.000 euro. In 2012, door wijziging van Europese verordening, werd in de tweede fase bepaald te verlagen naar vijduizend euro en vanaf 1 januari 2014 naar 3000 euro aan strikte voorwaarden. Ze moet een onroerend goed volledig via bankrekening verlopen en werd 10% via cashgeld geschrapt. Ook gepresteerde diensten van derden, schenkingen en natuurlijke personen vallen onder deze wet sinds de laatste wijziging van 2017. Ook Nederland werkt aan een nieuwe wet om contante betaling te beperkten tot maximaal 3000 euro. Eveneens op Europees niveau zijn er vijf richtlijnen goedgekeurd om zoveel mogelijk witwaspraktijken te beperken.
In Finland en Nederland is het gebruikelijk dat een bedrag bij chartale betaling op 5 cent wordt afgerond. Dat betekent niet dat een gering aantal 1 en 2 eurocenten geweigerd mag worden. Bij een elektronische betaling mag er niet worden afgerond.
Ook mogen ondernemingen in België sinds 2014 cashbetalingen afronden op 5 eurocent. In 2019 werd dit zelfs een verplichting (art. VI.7/1 – VI.7/3 WER). De maatregel was bedoeld om niet langer stelselmatig de stukken van 1 en 2 eurocent te moeten bijmaken, al blijven ze wel in omloop en een wettig betaalmiddel.

## Wettelijke waarde
Voor het chartale betalingsverkeer is het niet toegestaan om een meerkost of prijsverhoging aan te rekenen bij cashbetalingen. Dit is onder andere in België een inbreuk op artikel VI.4 van het WER. Vaak is in een land of gebied bij wet ook niet toegestaan geldstukken en bankbiljetten te kopen en te verkopen  egenhogere prijzen dan de wettelijke waarde. Toch wordt er meestal niet tegen opgetreden; men gaat ervan uit dat deze overeenkomst plaatsvindt zonder elkaar te bedotten. In de volgende omstandigheden kan er wel een meerprijs worden gevraagd:

### Bankcommissie
Het betalingsverkeer van banken verloopt veelal op giraal niveau zoals leningen, effecten, overschrijvingen, online diensten en geld afhalingen. Voor deze dienstverleningen mogen banken en derden commissie en kosten verrekenen aan klanten, althans wanneer banken daar eerst openlijk over communiceren en indien de lokale wet en de wet in het gebied dit toelaat.

### Munthuizen
Een munthuis is de producent van chartaal geld in opdracht van een land. Munthuizen noemen dit circulatiegeld. Een circulatiemunt is tevens ook een muntslagkwaliteit dat bepaalt waaraan een geslagen munt moet voldoen. In geval van een circulatiemunt mag de intrinsieke waarde en het geautomatiseerde muntproces de nominale waarde niet overstijgen. Munthuizen geven ook verzamelaarsmunten en herdenkingsmunten uit, vaak zijn ze een wettig betaalmiddel in hogere muntslagkwaliteit zoals FDC, Prooflike en Proofkwaliteit. Zulke uitgiftes mogen duurder verkocht worden omdat ze in een betere kwaliteitsuitvoering zijn aangemunt en verpakt worden in  blisterverpakking met informatie over een gekozen thema.

### Metaalwaarde
Wanneer de intrinsieke waarde de nominale waarde overstijgt, dan is het metaal van de munt meer waard dan de wettelijke waarde. Dit is nu niet meer in te beelden, maar in het verleden is dat meermaals gebeurd. Mensen begonnen massaal zilver en goud op te potten en zo verdwenen ze uit het betalingsverkeer. Wanneer dergelijke munten officieel uit de handel werden gehaald werden ze massaal verkocht aan het goud -en zilverprijs. Een voorbeeld zijn de Nederlandse zilveren gulden; deze werden omstreeks 1968 vervangen door nikkel omdat ze in het zilver te duur werden om te produceren. Enkel de nikkelen guldens werden dan nog in het betalingsverkeer gebruikt, de zilveren werden opgepot.

### Verzamelwaarde
Niet alleen oude munten worden verzameld in numismatiek, maar ook nieuwe munten zoals euro's, dollars en ponden. In muntenbeurzen en online veilingen worden ze massaal aangeboden tegen een hogere prijs dan de nominale waarde vermeld op de munt of het bankbriefje. Dit is legaal wanneer het in verpakking wordt gestopt of daarbij een oude munt wordt meegeleverd. Dit samen met de prestatie om te sorteren vertegenwoordigt dan de meerprijs. Voor een verzamelaar of numismaat is de meerkost een verzamelwaarde.

## Nadelen en risico's
Enkele nadelen en risico's van chartaal geld ten opzichte van het girale geld:

### Nadelen
- Cashgeld bewaren levert geen rendement op.
- Bankbiljetten kunnen scheuren of beschadigd geraken waarna een handelaar ze niet meer aanvaardt. Enkel de Nationale Bank aanvaardt ze dan nog mits een bankbiljet voor 51% intact is gebleven.
- Ondanks er vele beveiligingskenmerken worden gebruikt is de kans nog mogelijk op vervalsing.
- Omdat cashgeld publiek geld is, kan er geen bewijs worden geleverd bij verlies of wanneer iemand anders het biljet op straat vastgrijpt.
- Transacties met cashgeld gaan trager want munten en biljetten moeten worden geteld en er komt vaak wisselgeld bij te pas.

### Risico's
- Oppotten van grote sommen cashgeld kan risico's met zich meebrengen om gestolen te worden. Vaak wordt sociaal media gebruikt om zaken te achterhalen.
- Het opbergen van cashgeld in bijvoorbeeld vriesvak, koekjestrommel, kruipruimtes of onder de matras worden vaak niet vergoed door verzekeringen bij brand of diefstal.
- Handelaars die (nog) veel met cashgeld te maken hebben zijn gevoelig voor inbraak of overval.
- Bij het ontvangen van grote sommen cashgeld kan er zwart geld worden gebruikt. Het risico is dat de ontvanger gezien kan worden als medeplichtige.
- Wanneer iemand een vals bankbiljet in handen krijgt, moet die persoon het bankbiljet onmiddellijk aangeven en is het bankbiljet kwijt zonder vergoeding. Zelf snel uitgeven is geen optie want dit is strafbaar.